# Roter Veltliner
Le Roter Veltliner est un cépage de vigne blanc que l’on ne trouve qu’en Autriche. En dépit de son nom, il n’a aucun lien avec le Grüner Veltliner. Il est également nommé Roter Muskateller et Roter Reifler. Ce cépage se retrouve dans quatre croisements :
- le Frühroter Veltliner, un croisement avec le sylvaner ;
- le Neuburger, un autre croisement avec le sylvaner ;
- le Rotgipfler, un croisement avec un traminer ;
- le Zierfandler, peut-être un autre croisement avec un traminer.